# تارومي-كو
تارومي-كو (باليابانية: 垂水区) هو حي في اليابان، يقع في كوبه، بلغ عدد سكانه 218,417 نسمة وذلك حسب إحصائيات سنة 2017، تبلغ مساحته 28.02 كيلومتر مربع.

## أعلام
- كاتسوهيرو مايدا